# كلفادوس (مشروب)

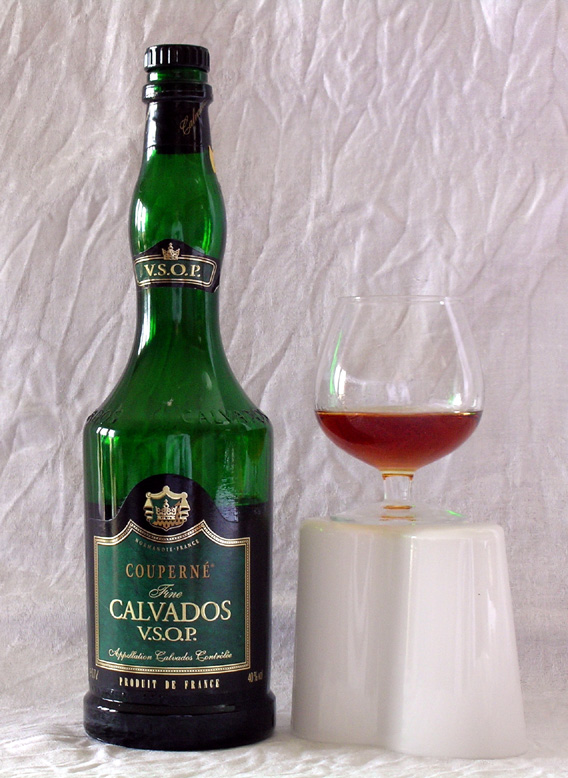
كلفادوس

كَلفادوس (بالفرنسية: Calvados)‏ هو نوع من نبيذ التفاح البراندي الذي تتميز به منطقة باس نورماندي في فرنسا، وخاصة إقليم كلفادوس، والذي تنسب تسمية الشراب إليه.
يطلق اسم الشاب كلفادوس على أنواع السيدر القادمة من منطقة النورماندي، وذلك من 11 منطقة محددة.
عادةً ما يكون محتوى الكحول في شراب كلفادوس بين 40-45% حجماً.

## اقرأ أيضاً
- مشروبات كحولية